# Vena vorticosa
Les venes vorticoses són el drenatge venós del globus ocular. La sang hi arriba de les artèries ciliars anteriors, posteriors curtes i llargues, que formen la xarxa vascular arterial de l'ull. Hi ha quatre venes vorticoses, dues a cada costat del globus ocular. La inferior drena la vena oftàlmica inferior, i la superior la vena oftàlmica superior, que acaben el seu drenatge al sí cavernós